# П'єтрароя
П'єтрароя (італ. Pietraroja) — муніципалітет в Італії, у регіоні Кампанія, провінція Беневенто.
П'єтрароя розташовані на відстані близько 185 км на схід від Рима, 65 км на північний схід від Неаполя, 32 км на північний захід від Беневенто.

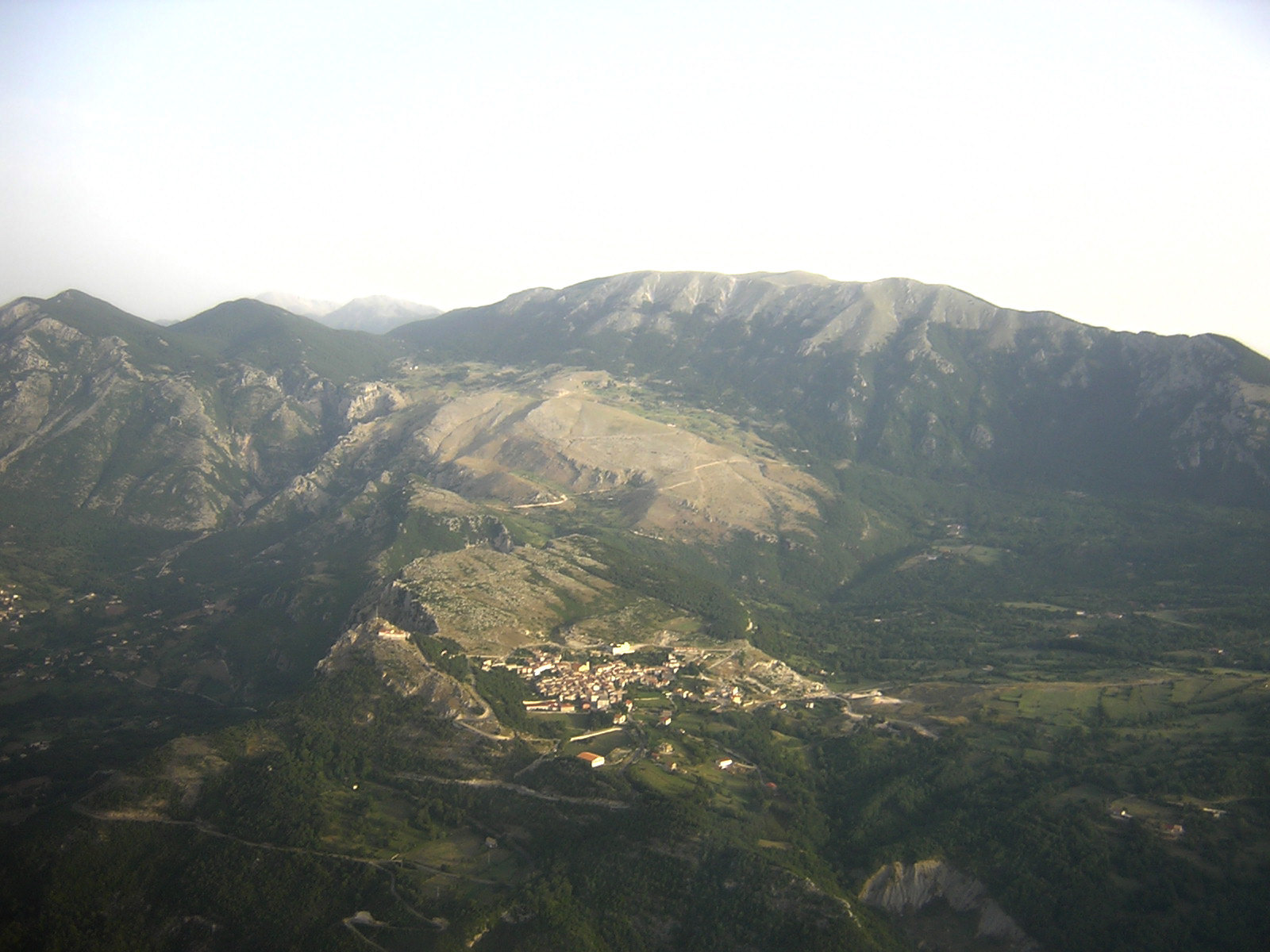

Населення — 553 особи (2014).
Покровитель — святий Миколай.

## Демографія
Населення за роками:

Станом на 1 січня 2023 року в муніципалітеті офіційно проживало 6 іноземців з 2 країн, серед них 1 громадянин країн Євросоюзу.

## Сусідні муніципалітети
- Черрето-Санніта
- Кузано-Мутрі
- Гуардіареджа
- Морконе
- Сепіно